# Henri de Mondeville
Henri de Mondeville (ur. ok. 1260; zm. 1320) – francuski lekarz i nadworny chirurg królów Francji – Ludwika X i Filipa IV Pięknego. Od 1304 roku wykładał medycynę i chirurgię w Montpellier i Paryżu (1306). Henri de Mondeville jest autorem dzieła Chirurgie.